# جاك ريتشاردسون
جاك ريتشاردسون (بالإنجليزية: Jack Richardson)‏ (و. 1883 – 1957 م) هو ممثل، من الولايات المتحدة الأمريكية، ولد في مدينة نيويورك، توفي في سانتا باربارا، كاليفورنيا، عن عمر يناهز 74 عاماً.

## وصلات خارجية
- جاك ريتشاردسون على موقع IMDb (الإنجليزية)
- جاك ريتشاردسون على موقع ألو سيني (الفرنسية)
- جاك ريتشاردسون على موقع أول موفي (الإنجليزية)
- جاك ريتشاردسون على موقع قاعدة بيانات الأفلام السويدية (السويدية)
- جاك ريتشاردسون على موقع قاعدة بيانات الفيلم (الإنجليزية)
- جاك ريتشاردسون على موقع كينوبويسك (الروسية)